# Chiron (компания)
Chiron — немецкая компания, производящая вертикальные обрабатывающие центры.
Компания была основана в 1898 году.. Производит систему смены инструментов. Время смены инструмента — от 0,5 сек.
Заказчиками компании Chiron являются Siemens, Renault S.A., Bosch, General Motors, Valeo. Также на оборудовании марки Chiron производят комплектующие для автомобилей АвтоВАЗ, Mercedes-Benz, BMW.